# Fredrik B. Larsson
Fredrik B. Larsson, född 1971, är en svensk travkusk och travtränare. Han är proffstränare vid Solvalla.
Larssons stall har idag (2019) totalt 18 hästar i träning. Stallets vinstrikaste häst är Milliondollarrhyme. Han har tidigare tränat bland annat Reven d'Amour, som under sin karriär tränades av Fredrik och hans bror Henrik Larsson.
Han har deltagit i Elitloppet fyra gånger. Första gången i 2011 års upplaga som kusk till Reven d'Amour. Resterande gånger som både kusk, tränare och ägare till Milliondollarrhyme (2019, 2020, 2021).

## Segrar i större lopp
| År   | Lopp                           | Häst               | Kusk               | Tränare            | Lopptyp |
| ---- | ------------------------------ | ------------------ | ------------------ | ------------------ | ------- |
| 1995 | Drottning Silvias Pokal        | Itaka Sund         | Fredrik B. Larsson | Björn Larsson      | Grupp 1 |
| 2008 | Europeiskt treåringschampionat | Reven d'Amour      | Fredrik B. Larsson | Fredrik B. Larsson | Grupp 1 |
| 2009 | Fyraåringseliten               | Reven d'Amour      | Fredrik B. Larsson | Henrik Larsson     | Grupp 2 |
| 2014 | Kalmarsundspokalen             | Reven d'Amour      | Björn Goop         | Fredrik B. Larsson | -       |
| 2015 | Bronsdivisionens final, juni   | Love Dancer        | Fredrik B. Larsson | Fredrik B. Larsson | -       |
| 2018 | Bronsdivisionens final, nov    | Milliondollarrhyme | Fredrik B. Larsson | Fredrik B. Larsson | -       |
| 2019 | Silverdivisionens final, sept  | Milliondollarrhyme | Ulf Ohlsson        | Fredrik B. Larsson | -       |
| 2019 | Svenskt Mästerskap             | Milliondollarrhyme | Fredrik B. Larsson | Fredrik B. Larsson | Grupp 2 |
| 2021 | The Onions Lopp                | Milliondollarrhyme | Fredrik B. Larsson | Fredrik B. Larsson | -       |
| 2022 | Klass I final, sept            | Robthebank         | Magnus A. Djuse    | Fredrik B. Larsson | -       |